# Pajerukan
Pajerukan is een bestuurslaag in het regentschap Banyumas van de provincie Midden-Java, Indonesië. Pajerukan telt 5087 inwoners (volkstelling 2010).